# Tribolonotus
Tribolonotus – rodzaj jaszczurek z podrodziny Egerniinae w rodzinie scynkowatych (Scincidae).

## Zasięg występowania
Rodzaj obejmuje gatunki występujące na Nowej Gwinei, Wyspach Admiralicji, Nowej Brytanii i Wyspach Salomona (na terytorium państw: Indonezja, Papua-Nowa Gwinea i Wyspy Salomona).

## Systematyka

### Etymologia
Tribolonotus: gr. τριβολος tribolos „trzypunktowy, trzypiętrowy”; -νωτος -nōtos „-tyły, -grzbiety”, od νωτον nōton „tył, grzbiet”.

### Podział systematyczny
Do rodzaju należą następujące gatunki:
- Tribolonotus annectens Zweifel, 1966
- Tribolonotus blanchardi Burt, 1930
- Tribolonotus brongersmai Cogger, 1972
- Tribolonotus choiseulensis Rittmeyer & Austin, 2017
- Tribolonotus gracilis de Rooij, 1909 – scynk krokodylowy
- Tribolonotus novaeguineae (Schlegel, 1834)
- Tribolonotus parkeri Rittmeyer & Austin, 2017
- Tribolonotus ponceleti Kinghorn, 1937
- Tribolonotus pseudoponceleti Greer & Parker, 1968
- Tribolonotus schmidti Burt, 1930